# John Glückstadt
John Glückstadt és un llargmetratge alemany en blanc i negre escrit i dirigit per Ulf Miehe amb un guió basat en la novel·la Ein Doppelganger de Theodor Storm. Fou protagonitzada per Dieter Laser i Marie-Christine Barrault. L'estrena alemanya va tenir lloc l'1 de juliol de 1975 en el marc del Festival Internacional de Cinema de Berlín. La pel·lícula es va llançar a tot el país el 22 d'agost de 1975.

## Argument
Nord d'Alemanya, mitjan segle xix. L'aturat John Hansen, que fa el servei militar, participa en un robatori junt amb el lladre Wenzel. Hansen és atrapat per la policia i posat a disposició judicial. El veredicte: sis anys de presó. Després de complir la seva condemna a la presó de Glückstadt, torna a la seva petita ciutat natal del nord d'Alemanya i a partir d'aleshores és anomenat John Glückstadt pels residents. Hansen fa feines esporàdiques i coneix la treballadora no qualificada Hanna. Els dos es casen i aviat tindran un fill.
Però la parella no serà feliç; la pobresa és massa gran i ambdues són reduïdes per societats hostils a causa de la seva baixa situació social i pel seu passat. Quan un dia Hanna recorda al seu marit el seu passat, es produeix una forta discussió. Hansen colpeja la seva dona tan durament que cau i mor poc després. Tot i així, el veí de Hansen l'ajuda a ocultar la causa de la mort. John Hansen ara intenta escapar amb la seva filla petita. Però li prenen la nena i la posen a un orfenat. Hansen decideix llavors fer un acte de desesperació: segrestar la seva pròpia filla i fugir amb ella a Amèrica, per començar de nou i construir un futur per a ell i la seva filla sense pensar en el passat.

## Repartiment
- Dieter Laser - John Hansen "Glückstadt"
- Marie-Christine Barrault - Hanna Hansen
- Johannes Schaaf - Bürgmestre
- Dan van Husen - Wenzel
- Tilo Prückner - Michel
- Juliette Wendelken - Christine Hansen
- Tilli Breidenbach - Mariken
- Rudolf Beiswanger - Nachbar Tischler

## Recepció
La pel·lícula va ser nominada a l'Os d'Or al 25è Festival Internacional de Cinema de Berlín. Lactor principal Dieter Laser i el director Ulf Miehe van guanyar els premis al millor actor i al millor director novell als Deutscher Filmpreis de 1975

## Crítiques
A Frankfurter Allgemeine Zeitung deia que John Glückstadt estava «clarament dissenyat per al cinema pel que fa a la seva estètica, que ja s'ha convertit en una raresa notable a Alemanya» i, malgrat totes les crítiques individuals al director de Miehe, va resumir: «No obstant això, s'ha convertit en una pel·lícula força notable el blanc i negre melancòlic de la qual coincideix amb l'atmosfera que coneixem per Effi Briest de Fassbinder».
Lexikon des Internationalen Films va escriure: «La pel·lícula, amb les seves motivacions i emocions, captiva amb el seu sentit de l'estil, la urgència i els excel·lents intèrprets».
A Das Großes Personenlexikon der Film de Kay Weniger, és elogiada la interpretació de l'actor principal: «Ja en el seu treball debut, John Glückstadt de Theodor Storm, Laser es va mostrar com un actor de personatge extraordinàriament madur.»